# Mangina
Mangina est une localité du territoire de Beni de la province du Nord-Kivu, à l'est de la République Démocratique du Congo.  

## Géographie
La localité est située sur la route nationale RN 44 à 27 km au nord-ouest de la ville de Beni. 

## Administration
Localité de 22 698 électeurs enrôlés en 2018, elle a le statut de commune rurale de moins de 80 000 électeurs, elle compte 7 conseillers municipaux en 2019.

## Population
Le recensement date de 1984,.
| 1984 | 2004   | 2012   |
| ---- | ------ | ------ |
| -    | 32 022 | 39 351 |